# Josep Uclés i Cifuentes
Josep Uclés i Cifuentes (Badalona, 1952 – La Roca del Vallès, 2013) fou un artista català.
Uclés exposà per primera vegada l'any 1972, al museu de Badalona, iniciant així una trajectòria artística ascendent, fins a consolidar-se com un dels pintors més destacats de la seva generació. Entre les fites dels primers anys, cal ressaltar la participació l'any 1978 en l'exposició Seny i Rauxa d'art avantguardista català, al Centre Pompidou de París, i en l'exposició Europa '79 a Stuttgart, que suposà l'inici de l'esclat de la pintura europea dels vuitanta, i que va representant el trencament del sentit progressiu de la història de l'art, imposant una valoració dels individus per sobre de la tendència, i d'on naixeria el neoexpressionisme i la transavanguarda italiana.
La seva incursió en l'art internacional el porta per diversos països d'arreu del món, gaudint del reconeixement de la crítica i del públic, i actualment la seva obra forma part de diverses col·leccions públiques i privades. A Catalunya, es pot trobar obra seva al MACBA, al museu de Granollers o al museu de Badalona, entre d'altres.
Des de ben jove es va vincular amb els moviments independentistes i d'esquerres, i va col·laborar activament en diverses causes de defensa dels drets de les persones i de les causes dels territoris. El gener de 2014, el Ple de l'Ajuntament de Badalona va aprovar per unanimitat donar el nom de Josep Uclés a la sala d'exposicions del Centre Cívic i Cultural El Carme.
Entre les seves exposicions, destaquen:
- 1978 — Seny i rauxa. 11 artistes catalans.[2] Amb Jordi Benito, Ferran García Sevilla, Frederic Amat, Alfons Borrell, Georges Badin, Jean Luis Vila, Jean Capdevila, Carles Pazos, Jordi Pablo, Josep Ponsat i Josep Uclés. Centre Georges Pompidou. París
- 1979 — Europa-79 – "Kunst der 80-er Jahre". Stuttgart (Alemanya) - Exposició per les llibertats de l'Uruguai. Fundació Joan Miró. Barcelona
- 1981 — La serp blanca. Acadèmia de Belles Arts. Sabadell[9]
- 1994 — Sis artistes amb Joan Miró.[10] Museu de Granollers. Amb Bartolozzi, Jordi Benito, Guinovart, Ràfols Casamada i Josep Uclés. - 39 Salon de Montrouge. Picabia et Montrouge - Barcelona.[11]
- 2005 — Univers uclesià.[12] Biblioteca pública de Lleida
- 2007 — Las raíces del arte contemporaneo.[13] Amb obres de Hermen Anglada-Camarasa, Francesc Gimeno, Joaquim Mir, Isidre Novell, Josep Maria de Sucre, José de Togores, Joaquín Torres García, Juli González, Pere Pruna, Óscar Domínguez, Antoni Clavé, Ismael de la Serna, Juan Genovés, Josep Maria Subirachs, Jorge Castillo, Miquel Barceló, Modest Cuixart, Hans Hartung, Josep Guinovart, Piero Manzoni, Joan Ponç, Josep Riera i Aragó i Josep Uclés. Fundación Abertis. Museo Pablo Gargallo. Saragossa - I have a dream. Homenatge a Martin Luther King.[14] Itinerant per New York, Memphis, Atlanta, Montgomery, Chicago
- 2008 — Figure-toi![15] Amb Fiona Morrison (fotografies) i Jean-Luc Guérin. Galerie Kiron (Paris)
- 2009 — Homenaje a Vicente Aleixandre.[16] Ayuntamiento de Sevilla.